# Маршал Кунья Машаду (аэропорт)
Междунаро́дный аэропо́рт Ма́ршал Ку́нья Маша́ду (порт. Aeroporto Internacional Marechal Cunha Machado) также известен под названием Международный аэропорт Сан-Луис (Aeroporto Internacional de São Luís) (Код ИАТА: SLZ) — главный аэропорт штата Мараньян, Бразилия, способствующий социальному, культурному и экономичному развитию штата.

## История
В 1942 году единственная травяная взлётно-посадочная полоса аэропорта в длину составляла тысячу метров (трасса 09/27), которую использовала авиабаза бразильской армии. В 1943 году как часть построенной военной базы США начала работать вторая полоса (трасса 06/24).
В 1974 году министерство воздушных сил передало компании «Infraero» техническую, административную и эксплуатационную юрисдикцию над аэропортом Маршала Кунья Машаду. Нынешний пассажирский терминал международного аэропорта Кунья Мачаду был открыт в июне 1998 года.

## Статистика
| Год           | Количество пассажиров | %        |
| ------------- | --------------------- | -------- |
| 2003          | 394 072               | ---      |
| 2004          | 514 972               | + 23,4 % |
| 2005          | 569 442               | + 9,5 %  |
| 2006          | 740 916               | + 23,1 % |
| 2007          | 900 357               | + 17,7 % |
| 2008          | 870 784               | - 3,3 %  |
| 2009          | 984 756               | + 11,5 % |
| сентябрь 2010 | 976 909               |          |